# Club Atlético River Plate 1970
Questa voce raccoglie le informazioni riguardanti il Club Atlético River Plate nelle competizioni ufficiali della stagione 1970.

## Stagione
Due buoni tornei per il River Plate di Labruna prima e di Didi poi: il Metropolitano si conclude con il secondo posto (seppur a pari punti con l'Independiente prima in classifica), mentre nel Nacional la squadra manca di poco la qualificazione alla fase finale, arrivando al terzo posto nel proprio girone.

## Maglie e sponsor
| Casa | Trasferta |

## Rosa
| N. |                      | Ruolo | Calciatore                |
| -- | -------------------- | ----- | ------------------------- |
|    | Argentina (bandiera) | P     | Carlos Barisio            |
|    | Argentina (bandiera) | P     | Hugo Carballo             |
|    | Argentina (bandiera) | P     | José Alberto Pérez        |
|    | Argentina (bandiera) | D     | Jorge Dominichi           |
|    | Argentina (bandiera) | D     | Roberto Ferreiro          |
|    | Argentina (bandiera) | D     | César Laraignée           |
|    | Argentina (bandiera) | D     | Miguel Ángel López Elhall |
|    | Argentina (bandiera) | D     | Rubén Paira               |
|    | Argentina (bandiera) | D     | Ricardo Pellerano         |
|    | Argentina (bandiera) | D     | Jorge Recio               |
|    | Argentina (bandiera) | D     | Carlos Manuel Rodríguez   |
|    | Argentina (bandiera) | D     | Francisco Pedro Manuel Sá |
|    | Argentina (bandiera) | D     | Daniel Silguero           |
|    | Argentina (bandiera) | D     | Abel Vieytez              |

| N. |                      | Ruolo | Calciatore          |
| -- | -------------------- | ----- | ------------------- |
|    | Argentina (bandiera) | C     | Eduardo Anzarda     |
|    | Argentina (bandiera) | C     | Eduardo Dreyer      |
|    | Argentina (bandiera) | C     | Enzo Gennoni        |
|    | Argentina (bandiera) | C     | Jorge Ghiso         |
|    | Argentina (bandiera) | C     | Reinaldo Merlo      |
|    | Argentina (bandiera) | C     | Daniel Onega        |
|    | Argentina (bandiera) | A     | Norberto Alonso     |
|    | Argentina (bandiera) | A     | Víctor Marchetti    |
|    | Argentina (bandiera) | A     | Héctor Minitti      |
|    | Argentina (bandiera) | A     | Ricardo Montivero   |
|    | Argentina (bandiera) | A     | Oscar Más           |
|    | Argentina (bandiera) | A     | Carlos Morete       |
|    | Argentina (bandiera) | A     | Néstor Scotta       |
|    | Argentina (bandiera) | A     | Juan Carlos Trebucq |

## Statistiche

### Statistiche di squadra
| Competizione               | Punti | Totale | Totale | Totale | Totale | Totale | Totale | DR  |
| Competizione               | Punti | G      | V      | N      | P      | Gf     | Gs     | DR  |
| -------------------------- | ----- | ------ | ------ | ------ | ------ | ------ | ------ | --- |
| Campionato - Metropolitano | 27    | 20     | 10     | 7      | 3      | 42     | 24     | +18 |
| Campionato - Nacional      | 26    | 20     | 11     | 4      | 5      | 30     | 20     | +10 |
| Totale                     | -     |        |        |        |        |        |        | -   |